# RailAdventure
Die RailAdventure GmbH, Fahrzeughalterkennzeichnung RADVE, ist ein deutsches Eisenbahnverkehrsunternehmen mit Sitz in Pullach im Isartal.

## Geschichte
RailAdventure entstand 2006 aus dem Projekt Weltrekord, bei dem mit einer Siemens ES64U4 mit 357 km/h der Geschwindigkeitsweltrekord für Elektrolokomotiven gebrochen wurde. 2010 wurde die Firma als Gesellschaft mit beschränkter Haftung gegründet.
2021 erwarb RailAdventure das Empfangsgebäude von Großhesselohe Isartalbahnhof und verlagerte den Sitz dorthin.

## Tätigkeitsfelder

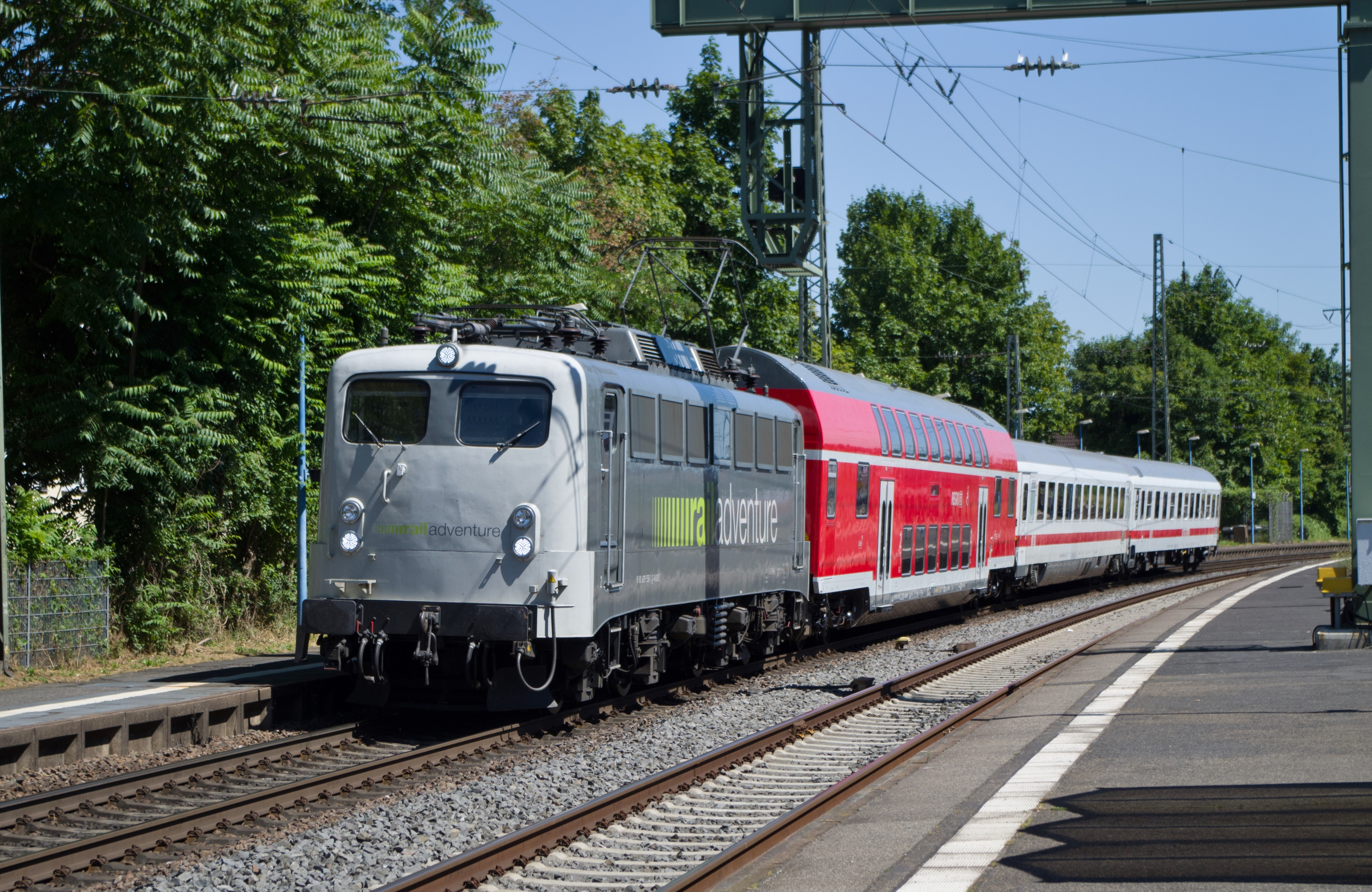
Überführung von Reisezugwagen durch die Lok 139 558-1 von RailAdventure

Tätigkeitsfelder sind insbesondere individuelle Eisenbahnfahrten. Dazu zählen Test- und Überführungsfahrten neuer Schienenfahrzeuge, das Abschleppen und Überführen havarierter Eisenbahnfahrzeuge und seit 2019 auch die Vermietung des Salonwagens Luxon, eines modernisierten Aussichtswagens aus der ehemaligen Garnitur des Rheinpfeil.
Das Unternehmen betreibt am Firmensitz in Großhesselohe Isartalbahnhof die Brauerei Isartaler Bahnhofsbräu.

## Fahrzeuge

### Lokomotiven

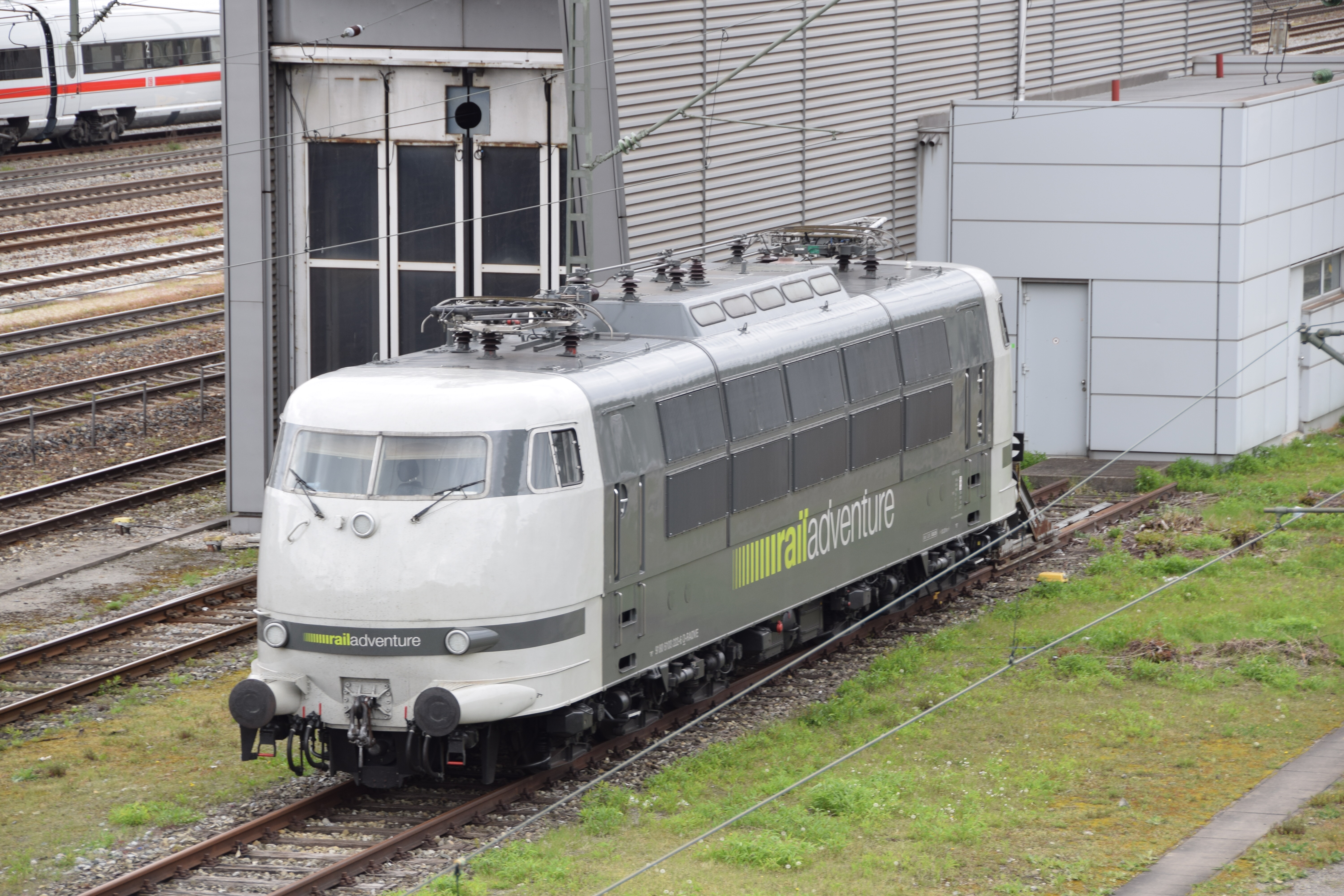
Die 103 222 von RailAdventure

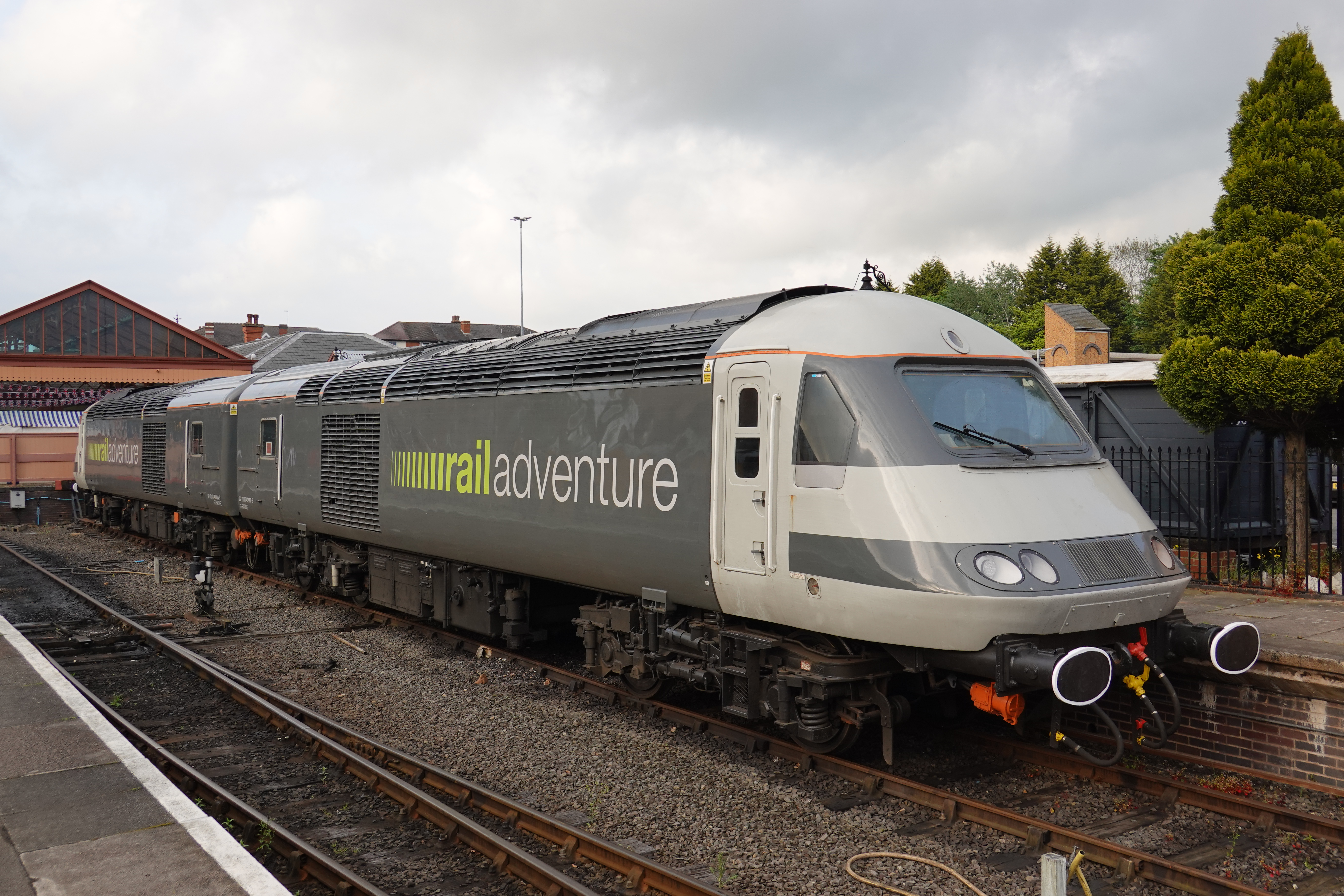
HST-Triebköpfe 43465 und 43484 in Kidderminster

Der Lokomotivpark des Unternehmens besteht aus verschiedenen, gebraucht erworbenen oder angemieteten Elektrolokomotiven und Diesellokomotiven mit dieselelektrischem oder dieselhydraulischem Antrieb:
- 103 222, Baureihe 103 der DB
- 111 029, 082, 210, 215 und 222, Baureihe 111 der DB
- 139 558, Baureihe 139 der DB
- 183 500, Baureihe Siemens ES64U4, ehemals mgw Service
- 190 311, Baureihe Siemens ES64U4
- Re 620 003, Prototyp der Baureihe Re 6/6 der SBB
- 4185 011, Baureihe DE18, der Europorte France[10]
- 365 221, Baureihe V 60 der DB
- 601 006 und 015 (DB-Baureihe VT 11.5) mit Zwischenwagen als stationäres Büro und Besprechungsraum in Braunschweig[3]
- acht Class-43-Triebköpfe des britischen High Speed Train (43423, 43465, 43467, 43468, 43480, 43484 und zwei Ersatzteilspender)
- 2016 902, Baureihe Siemens ER20[11]

### Sonstige

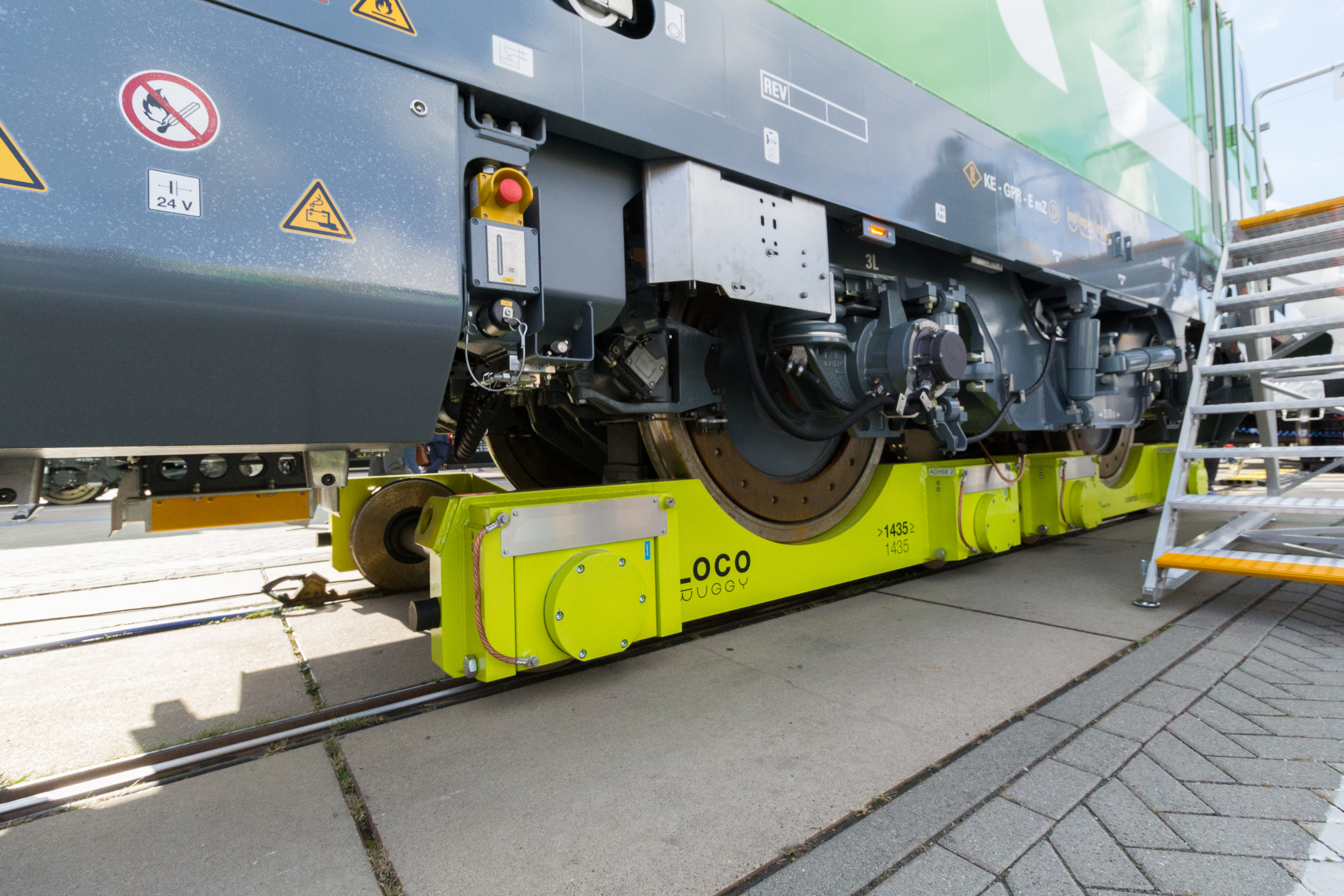
Gelbe Loco Buggies mit einer finnischen Sr3-Breitspur-Lokomotive

RailAdventure hat verschiedene, umgebaute Wagen, unter anderem:
- mehrere umgebaute ehemalige VTG-Fährbootwagen Typ Habfis, eingesetzt als kombinierte Schutz- und Kuppelwagen (Schraubenkupplung/Scharfenbergkupplung)
- mehrere ehemalige DB-Rungenwagen Sfps, eingesetzt als Schutzwagen und als Ballastwagen
- mehrere umgebaute ehemalige DB-Bahnpostwagen Typ Dmz, eingesetzt als kombinierte Schutz- und Kuppelwagen (Schraubenkupplung/Scharfenbergkupplung)

Die Gesellschaft besitzt des Weiteren selbst entwickelte Hilfsdrehgestelle namens Loco Buggies zur Überführung von schmal- und breitspurigen Fahrzeugen auf normalspurigen Gleisen.

## Fahrzeugmodelle
- 103 222 in N von Arnold
- 103 222 in H0 und G (IIm) von PIKO
- 111 215 in H0 von PIKO
- 139 558 in H0 von PIKO
- Re 620 003 (ehemaliger Re 6/6-Prototyp) in H0 von HAG